# Jens van ’t Wout
Jens van ’t Wout (ur. 6 października 2001) – holenderski łyżwiarz szybki, specjalizujący się w short tracku, mistrz świata i Europy.